# Riverie
Riverie település Franciaországban, Rhône megyében. Lakosainak száma 307 fő (2022. január 1.). Riverie Sainte-Catherine és Chabanière községekkel határos.

## Népesség
A település népessége az elmúlt években az alábbi módon változott:
| Lakosok száma | 304  | 309  | 318  | 322  | 324  | 328  | 334  | 321  | 307  |
|               | 2013 | 2015 | 2016 | 2017 | 2018 | 2019 | 2020 | 2021 | 2022 |